# Лешко-Попель, Иван Васильевич
Иван Васильевич Лешко-Попель (1860—1903) — екатеринославский врач-гуманист и общественный деятель города.

## Биография
Родился Иван Васильевич Лешко-Попель 17 сентября 1860 года в Рогачёве Могилёвской губернии.
Учился в Могилёвской гимназии, которую окончил в 1879 году (отучился 8 классов).
Говорили, что его доброта и мягкость характера притягивали к нему его товарищей по гимназии, которые пытались пригласить его погостить к себе на каникулы.
В том же 1879 году он поступил на естественное отделение физико-математического факультета Петербургского университета. 
В 1883 году И. В. Лешко-Попель перешел на 3 курс Военно-медицинской академии. 
Все свободное время Иван учился, так как предметы были большие и спрашивать любили с них строго. 
Иван Васильевич эту строгость одобрял. 
«Вдумайтесь,— говорил он,— доктору доверяется самое дорогое — жизнь человека! Нужны точные и полные знания».
Став студентом старших курсов, Лешко-Попель приезжал летом домой, искал больных, лечил их бесплатно. Его жена — Зинаида Никифоровна Кирдановская — была родной племянницей первой жены великого русского писателя Ф. М. Достоевского — Марии Дмитриевны Исаевой, француженки по происхождению.

#### Работа врачом в Екатеринославе

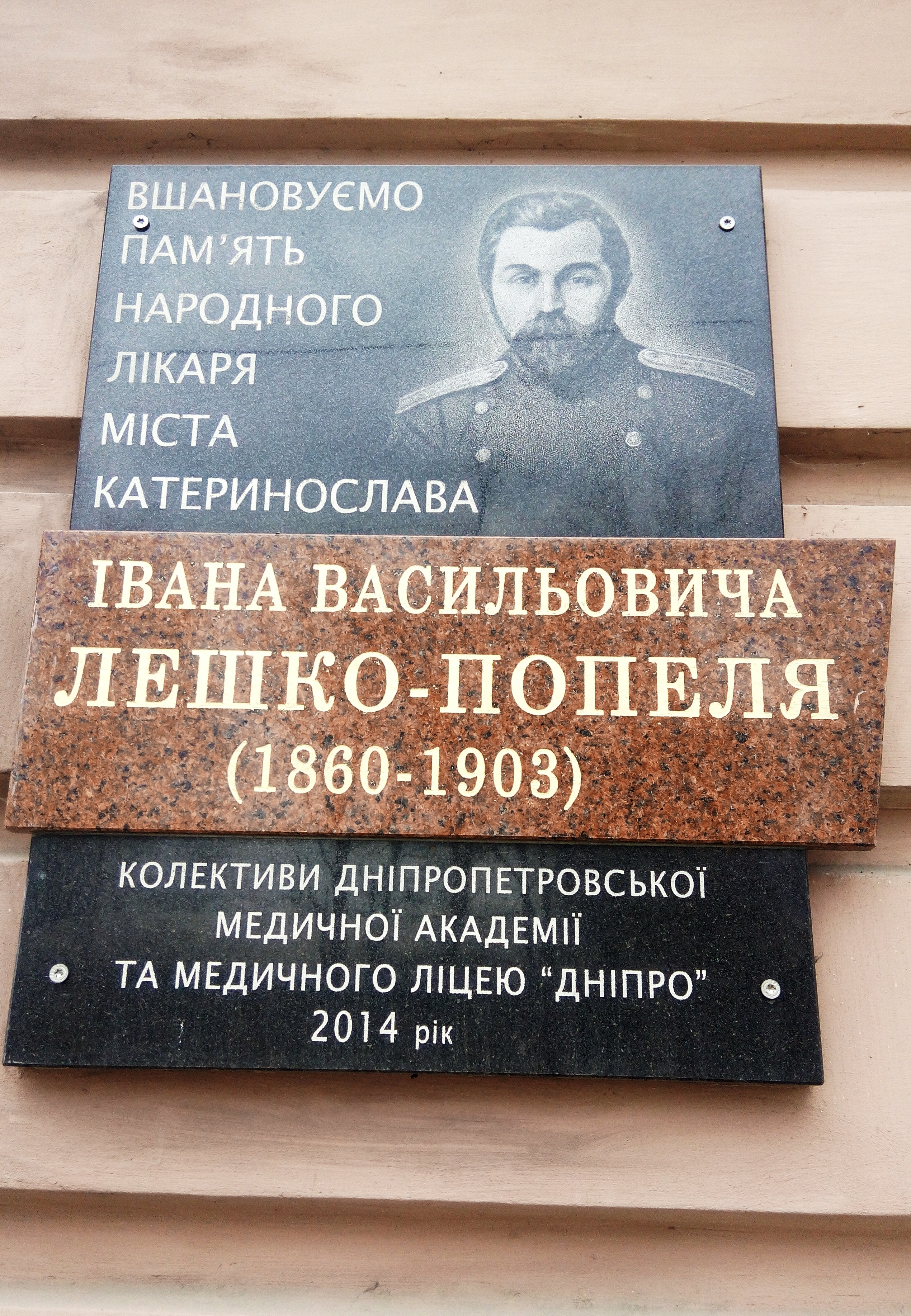
Мемориальная доска И. В. Лешко-Попеля в Днепре

12 ноября 1886 года И. В. Лешко-Попель получил звание врача, а 30 ноября был зачислен младшим врачом в 54-й кадровый батальона (позже Перекопский полк), который дислоцировался в Екатеринославе.
Солдаты любили своего нового доктора за хорошее отношение к ним, внимательное отношение, непохожее на то, что проявляли к ним иные врачи. Бывало, что больные из других частей тайно приходили лечиться именно к нему.
С февраля 1887 года Иван Васильевич стал земским врачом в Екатеринославе.
В тогдашнем Екатеринославе медицина была поставлена плохо. Существовало много частных врачей, которые за свои услуги брали большие деньги, а лечить больных из низшего общества, а тем более бездомных — было для них неприемлемо.
Через это много неимущих шли именно к Ивану Васильевичу, который всегда отправлялся на вызов.
Когда было принято решение установить бесплатные ночные дежурства врачей в городе, Лешко-Попель сразу вызвался дежурить, он знал, как это было необходимо людям, особенно бедным, у которых не хватает денег ни на что.
Два раза в неделю Иван Васильевич проводил бесплатные хирургические операции.
С 1888 года И. В. Лешко-Попель был членом Екатеринославского медицинского общества, основанного в сентябре 1874 года, а с возникновением в городе отделения Петербургского общества взаимопомощи — занимал пост одного из трёх судей чести.
Ивана Васильевича называли «другом бедных», семейным врачом.
Об этом свидетельствуют рассказы очевидцев. Обездоленных И. В. Лешко-Попель лечил бесплатно, делая на рецептах отметки об отпуске лекарств по сниженным ценам, часто выделял свои средства на оплату лекарств и… тайком, чтобы не обидеть хозяев, оставлял на столике рубль-два на лекарства.
Нередко его, одного из лучших в Екатеринославе детских врачей, звали в богатые дома.
«… Он зарабатывал много. При желании мог бы очень разбогатеть. Но он не мог. Все, что получал Иван Васильевич у богатых, отдавал бедным».
Сохранились такие воспоминания:

«Приходит бедная девочка-школьница с зеленым лицом — малокровие. Иван Васильевич прописывает железо. Принимать перед едой.
— А перед чаем можно? Мы с мамой никогда не обедаем, пьем только чай.
Доктор дает пакет.
— Передай маме на мясо. Там три рубля.
Потом швея-вдова с дочерью два месяца получала ежедневно мясо из магазина. Приносили и говорили: «Заплачено».

У одной из жительниц Екатеринослава болела дочь, у которой признали чахотку в последней стадии. Дочь сказала, что другого доктора, кроме Лешко-Попеля, она видеть не хочет. Иван Васильевич посетил, успокоил и ободрил больную. Она обрадовалась: «Вы только пришли, а мне уже легче». Доктор сказал матери больной: «Не будем отнимать надежду, я буду ежедневно заходить и ходить до самой кончины». И больная, задыхаясь от кашля, говорила: «Ты не беспокойся, мама. Видишь, Иван Васильевич ходит ежедневно. Если бы не было надежды, зачем бы он ходил зря?».
Или же зовут Ивана Васильевича к кузнецу, на другой конец города, у него ревматизм, а живет в лачужке, где холодно и сыро. Детей много, он — единственный кормилец. Надо сменить квартиру, а денег нет. Через три дня найдена сухая квартира. За неё заплачено за полгода вперед. Это прописал доктор Лешко-Попель.

#### Смерть
Заботясь о других, врач мало думал о себе.
В очередной раз, леча ребёнка, он получил заражение крови.
Серьёзно заболев, Иван Васильевич продолжал ещё в течение двух дней ездить к больным.
Екатеринославские газеты 13 (25) декабря 1903 года сообщили:
«Известный в городе врач И. В. Лешко-Попель серьёзно заболел. Многочисленные его пациенты с беднейшей части городского населения буквально осаждают квартиру, справляясь о здоровье Ивана Васильевича».
В тот же день Лешко-Попель скончался.
Несмотря на то, что его кончина произошла ночью, уже в шесть утра у дома скопилось множество его благодарных пациентов.

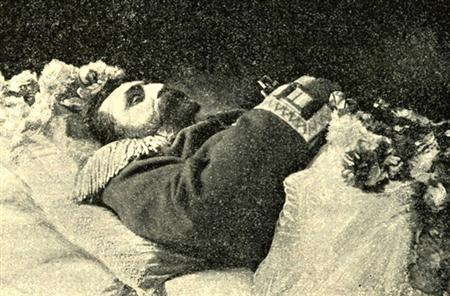
Иван Васильевич на смертном одре

После смерти врача журналист А. Осипов писал тогда на страницах газеты «Приднепровский край»:
«Собрали на похороны, собрали на памятник, но уже на последних панихидах раздавались голоса, что ему можно было бы поставить памятник не только на могиле, но и в городе, на одной из его улиц. И если бы эта мысль не умерла, а действительно осуществилась, то Екатеринослав имел бы единственный на всю Россию памятник. Его поставили бы не учёному, не гению, не полководцу — его поставили бы доброму человеку».
Екатеринославский мещанин А. Авчинников посвятил Ивану Лешко-Попелю три брошюры, в которых собрал истории благодарных пациентов. Но большая часть тиража первой книги, изданной в 1904 году, погибла в 1905 году.
Иван Лешко-Попель стал первым врачом, именем которого назвали улицу в нашем городе.
В 1913 году по настоянию Дмитрия Яворницкого улицу, где ныне Южный вокзал и Медакадемия, переименовали в Лешко-Попельскую. Но из-за грамматической ошибки большинство днепропетровцев знают её как улицу «Ляшко-Попеля».